# Kralendijk
Kralendijk è una località di 3.061 abitanti, capoluogo dell'isola di Bonaire (Paesi Bassi) dal 2010.
La fondazione di Kralendijk risale al 1639 alla fondazione di Fort Oranje da parte degli olandesi per difendere il porto dell'isola. Nel 1810 venne occupata dagli inglesi che fondarono il villaggio di Playa, nel 1815 con il Congresso di Vienna l'isola tornò in mano agli olandesi. Nel 1840 gli olandesi cambiarono il nome del Kralendijk che significa "diga del corallo".